# Кост, Эмиль
Эмиль Кост (фр. Émile Coste; 2 февраля 1862, Тулон — 1927, Тулон) — французский фехтовальщик, чемпион летних Олимпийских игр 1900.
На Играх 1900 в Париже Кост участвовал только в соревновании на рапирах. Пройдя через первый раунд и четвертьфинал и выиграв полуфинал и финал, он стал чемпионом Олимпийских игр и получил золотую медаль.